# Volínisxino
Volínisxino - Волынщино (rus) és un poble de l'óblast de Penza. Rússia. El 2010 tenia 457 habitants.